# Краузе, Михаэль
Михаэль Краузе (нем. Michael Krause; 24 июля 1946, Магдебург, Советская зона оккупации Германии — 23 июня 2024) — немецкий хоккеист (хоккей на траве), нападающий. Олимпийский чемпион 1972 года.

## Биография
Михаэль Краузе родился 24 июля 1946 года в немецком городе Магдебург.
Играл в хоккей на траве за «Шварц-Вайс» из Кёльна. 
В 1968 году вошёл в состав сборной ФРГ по хоккею на траве на Олимпийских играх в Мехико, занявшей 4-е место. Играл на позиции нападающего, провёл 5 матчей, забил 1 мяч в ворота сборной Мексики.
25 мая 1972 года удостоен высшей спортивной награды ФРГ — «Серебряного лаврового листа».
В 1972 году вошёл в состав сборной ФРГ по хоккею на траве на Олимпийских играх в Мюнхене и завоевал золотую медаль. Играл на позиции нападающего, провёл 9 матчей, забил 10 мячей (три в ворота сборной Бельгии, два — Франции и Пакистану, по одному — Уганде, Испании и Нидерландам). Его гол в финале в ворота пакистанцев принёс сборной ФРГ титул.
В 1976 году вошёл в состав сборной ФРГ по хоккею на траве на Олимпийских играх в Монреале, занявшей 5-е место. Играл на позиции нападающего, провёл 3 матча, забил 1 мяч в ворота сборной Бельгии.
В 1966—1976 годах провёл за сборную ФРГ 82 матча.
В 1978 году из-за смены работы перебрался в «Айнтрахт» из Дортмунда, с 1988 года был его официальным представителем.
В 1993—1999 годах был президентом Немецкой хоккейной ассоциации, сейчас Краузе — её почётный президент. Входит в комитет по правилам.
Входил в Национальный олимпийский комитет Германии, руководил его Дортмундской районной группой.
Президент МОК Хуан Антонио Самаранч наградил его олимпийском орденом.
Жил в Дортмунде. Работал юристом и нотариусом.
Умер 23 июня 2024 года в возрасте 77 лет.

## Семья
Был женат, имел двоих детей.